# 10259 Osipovyurij
10259 Osipovyurij eller 1972 HL är en asteroid i huvudbältet som upptäcktes den 18 april 1972 av den ryska astronomen Tamara Smirnova vid Krims astrofysiska observatorium på Krim. Den har fått sitt namn efter Yurij Sergeevich Osipov.
Asteroiden har en diameter på ungefär 20 kilometer.